# Muriel Pavlow
Muriel Pavlow, född 27 juni 1921 i Lewisham, London, England, död 19 januari 2019 i London, var en brittisk skådespelare. Hon var gift med den brittiske skådespelaren Derek Farr.

## Filmografi
- 1946 – Nattbåt till Dublin
- 1947 – Utpressaren
- 1954 – Doktorn är här
- 1955 – Simon och Laura
- 1956 – Brott i dimma
- 1956 – Han gav sig aldrig
- 1957 – Doktorn är lös
- 1961 – 4.50 från Paddington
- 1977 – Hem till gården (TV-serie)
- 2009 – Glorious 39